# Йёргенсен, Анн Элеонора
Анн Элеонора Йёргенсен  (дат. Ann Eleonora Jørgensen; род. 16 октября 1965, Йёрринг, Дания) — датская актриса театра, кино и телевидения, трёхратный лауреат премии «Роберт».

## Биография
Анн Элеонора Йёргенсен родилась в 1965 году в Йёрринге. Родители Анн были очень молоды и сосредоточены на карьере, поэтому её воспитанием занимались в основном бабушки. Окончила Государственную театральную школу в 1993 году. Стала популярной после роли Нины в телесериале «Такса» в 1997—1999 годах. В 2000 году снялась в фильме Лоне Шерфиг «Итальянский для начинающих». Эта работа принесла актрисе премию «Роберт» и номинацию на «Бодиль». В 2004 году исполнила роль священника Анны в драме «В твоих руках». Критик из Screen International отметил, что снимающаяся в основном в комедиях Йёргенсен сумела с точностью и оригинальностью воплотить пастора, сомневающегося в своей вере. Эта работа также была отмечена номинациями на «Роберт» и «Бодиль». В 2007 году перевоплотилась в Пернилле Бирк Ларсен в телесериале «Убийство». В 2017 году начала сниматься в телесериале «Пути Господни», за роль в котором получила две статуэтки «Роберт» в 2018 и 2019 годах. Также сыграла множество ролей в театре и занимается производством ювелирных украшений под брендом An.no.
В 1991—1999 годах была замужем за Эмметом Фейгенбергом (дат. Emmet Feigenberg), от которого у неё есть дочь Карла. С 2003 года замужем за Расмусом Видфедом (дат. Rasmus Windfeld), есть сын Освальд.